# Lijst van gemeentelijke monumenten in Noord-Holland

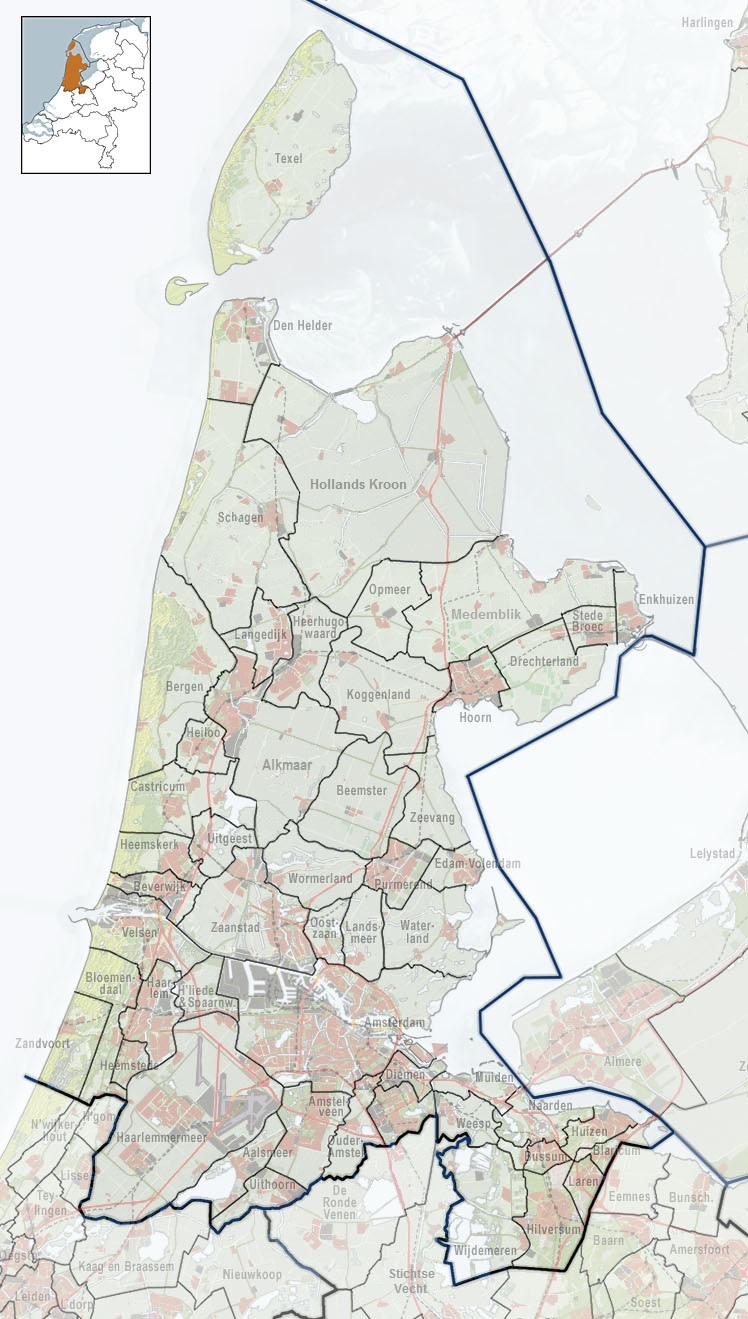
Noord-Holland

In een aantal gemeenten in Noord-Holland zijn er gemeentelijke monumenten door de gemeente aangewezen.
- Lijst van gemeentelijke monumenten in Aalsmeer
- Lijst van gemeentelijke monumenten in Alkmaar
- Lijst van gemeentelijke monumenten in Amstelveen
- Lijst van monumenten in Amsterdam
- Lijst van gemeentelijke monumenten in Bergen
- Lijst van gemeentelijke monumenten in Beverwijk
- Lijst van gemeentelijke monumenten in Blaricum
- Lijst van gemeentelijke monumenten in Bloemendaal
- Lijst van gemeentelijke monumenten in Castricum
- Lijst van gemeentelijke monumenten in Den Helder
- Lijst van gemeentelijke monumenten in Diemen
- Lijst van gemeentelijke monumenten in Dijk en Waard
- Lijst van gemeentelijke monumenten in Drechterland
- Lijst van gemeentelijke monumenten in Edam-Volendam
- Lijst van gemeentelijke monumenten in Enkhuizen
- Lijst van gemeentelijke monumenten in Gooise Meren
- Lijst van gemeentelijke monumenten in Haarlem
- Lijst van gemeentelijke monumenten in Haarlemmermeer
- Lijst van gemeentelijke monumenten in Heemskerk
- Lijst van gemeentelijke monumenten in Heemstede
- Lijst van gemeentelijke monumenten in Heiloo
- Lijst van gemeentelijke monumenten in Hilversum
- Lijst van gemeentelijke monumenten in Hollands Kroon
- Lijst van gemeentelijke monumenten in Hoorn
- Lijst van gemeentelijke monumenten in Huizen
- Koggenland heeft geen gemeentelijke monumenten[1]
- Lijst van gemeentelijke monumenten in Landsmeer
- Lijst van gemeentelijke monumenten in Laren
- Lijst van gemeentelijke monumenten in Medemblik
- Oostzaan heeft geen gemeentelijke monumenten[2]
- Opmeer heeft geen gemeentelijke monumenten[3]
- Lijst van gemeentelijke monumenten in Ouder-Amstel
- Lijst van gemeentelijke monumenten in Purmerend
- Lijst van gemeentelijke monumenten in Schagen
- Lijst van gemeentelijke monumenten in Stede Broec
- Lijst van gemeentelijke monumenten op Texel
- Lijst van gemeentelijke monumenten in Uitgeest
- Lijst van gemeentelijke monumenten in Uithoorn
- Lijst van gemeentelijke monumenten in Velsen
- Lijst van gemeentelijke monumenten in Waterland
- Lijst van gemeentelijke monumenten in Weesp
- Lijst van gemeentelijke monumenten in Wijdemeren
- Lijst van gemeentelijke monumenten in Wormerland
- Lijst van gemeentelijke monumenten in Zaanstad
- Lijst van gemeentelijke monumenten in Zandvoort